# Estação Francos
A Estação Francos é parte da rede de metropolitano da cidade do Porto. Localizada na freguesia de Ramalde, inicialmente era pertencente aos serviços urbanos da Linha da Póvoa de Varzim e da Linha de Guimarães da CP Porto, com o nome de apeadeiro de Francos. Após a substituição da Linha da Póvoa e de Guimarães pelo sistema do Metro do Porto, no mesmo local foi construída a estação de Francos, servida pelas linhas A, B, C , E e F, sendo o primeiro serviço a ser inaugurado o da Linha A (azul) em 2002.
Esta estação encontra-se na zona PRT1 do sistema intermodal Andante, sendo servida pelos autocarros da STCP.
A abrangência da estação, é a zona norte da Boavista e a zona do Bessa, sendo a estação de ligação a equipamentos como: Casa de Saúde da Boavista, Estádio do Bessa, Escola Secundário Fontes Pereira de Melo, Escola Superior de Enfermagem, Escola Básica Clara de Resende.

## Autocarros STCP
202 Aliados ⇄ Passeio Alegre
208 Aliados ⇄ Aldoar (Junta de Freguesia)
501 Aliados ⇄ Matosinhos (Praia)
507 Cordoaria ⇄ Leça da Palmeira (Via Mar Shopping)
601 Cordoaria ⇄ Aeroporto (Via Mar Shopping)
13M Aliados ⇄ Matosinhos (Mercado)